# Unité urbaine de Rambervillers
L'unité urbaine de Rambervillers est une unité urbaine française centrée sur la commune de Rambervillers, dans le département des Vosges et la région Grand Est.

## Caractéristiques
D'après la définition qu'en donne l'INSEE, l'unité urbaine de Rambervillers est composée de 2 communes, toutes appartenant au pôle urbain de Rambervillers et situées dans les Vosges.
En 2022, l'unité urbaine compte 5 398 habitants.

## Composition selon la délimitation de 2020
Voici la liste des communes françaises de l'unité urbaine de Rambervillers.
| Nom                          | Code Insee | Département | Statut       | Superficie (km2) | Population (dernière pop. légale) | Densité (hab./km2) | Modifier                                    |
| ---------------------------- | ---------- | ----------- | ------------ | ---------------- | --------------------------------- | ------------------ | ------------------------------------------- |
| Rambervillers (ville-centre) | 88367      | Vosges      | ville-centre | 20,64            | 5 032 (2022)                      | 244                | modifier les données · modifier les données |
| Saint-Gorgon                 | 88417      | Vosges      | banlieue     | 5,77             | 366 (2022)                        | 63                 | modifier les données · modifier les données |

## Évolution démographique
| 1968  | 1975  | 1982  | 1990  | 1999  | 2009  | 2014  | 2020  |
| ----- | ----- | ----- | ----- | ----- | ----- | ----- | ----- |
| 7 561 | 7 444 | 6 883 | 6 219 | 6 329 | 6 018 | 5 903 | 5 451 |